# Li Lianda
Li Lianda (chinês simplificado: 李连达; 24 de julho de 1934 - 18 de outubro de 2018) foi um farmacologista e pediatra da Academia Chinesa de Ciências Médicas Chinesas. Ele foi um acadêmico da Academia Chinesa de Engenharia.

## Biografia
Li nasceu em 24 de julho de 1934 em Shenyang, Liaoning, na China. Depois de se formar em Faculdade Médica de Pequim em 1956, ele começou a trabalhar no Hospital de Xiyuan, que é afiliado com a Academia Chinesa de Ciências Médicas Chinesas (CACMS), e praticado como pediatra por 18 anos.
Em 1974, Li começou a pesquisar sobre a farmacologia da medicina tradicional chinesa. Mais tarde, ele atuou como Diretor de Pesquisa Médica Básica no Hospital de Xiyuan e cientista-chefe do CACMS. Sua pesquisa sobre base científica do conceito médico tradicional chinês de "estase de sangue" ganhou o Prêmio Nacional de Ciência e Tecnologia, Primeira Classe. Ele foi eleito acadêmico da Academia Chinesa de Engenharia em 2003.
Em 2009, Li envolveu-se em uma disputa com a empresa farmacêutica chinesa Tasly, após alegar que um produto importante fabricado por Tasly não foi seguro. Tasly processou Li em 2013, alegando que a alegação de Li era infundada e que ele estava motivado por suas relações financeiras e de emprego com a Guangzhou Pharmaceutical, um concorrente direto da Tasly. Em setembro de 2014, o Tribunal Popular de Tianjin decidiu a favor de Tasly e ordenou que Li emitisse um pedido de desculpas e pagasse 300 mil yuanes em compensação.
Em 18 de outubro de 2018, Li morreu em Pequim aos 84 anos de idade.